# Peter Radtke

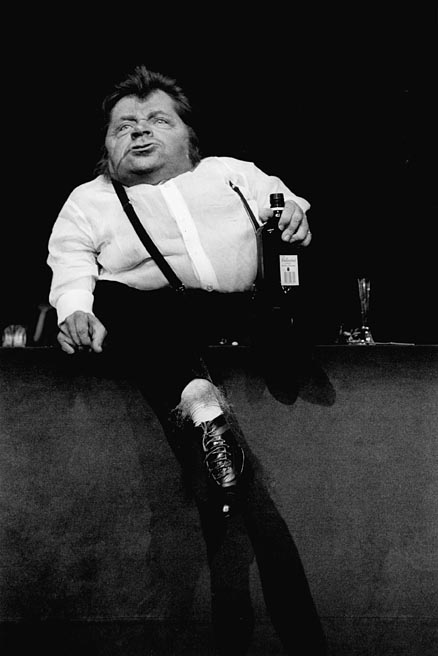
Peter Radtke in George Taboris Inszenierung von Franz Kafkas Bericht für eine Akademie, Prag, 1998,
Foto: Monica Boirar

Peter Radtke (* 19. März 1943 in Freiburg im Breisgau; † 28. November 2020 in München) war ein deutscher Autor, Schauspieler und promovierter Romanist. Er engagierte sich für die Belange behinderter Menschen.

## Leben
Peter Radtke war der Sohn des Schauspielers Ernst Radtke, seine Mutter Käthe war Krankenschwester. Er wuchs in Regensburg auf und absolvierte dort von 1957 bis 1961 eine Dolmetscherausbildung in Englisch, Französisch und Spanisch an einer privaten Fremdsprachenschule. Des Weiteren legte er 1963 die Externenprüfung der Universität Pennsylvania mit Erwerb des „Certificate in American Culture and Civilization“ ab. Sein Abitur erarbeitete er sich von 1964 bis 1968 über den zweiten Bildungsweg am Abendgymnasium Regensburg; danach studierte er von 1968 bis 1976 Germanistik und Romanistik an den Universitäten Regensburg und Genf mit abschließendem Ersten Staatsexamen und Promotion.
Radtke hatte Osteogenesis imperfecta (umgangssprachlich als Glasknochenkrankheit bezeichnet) und war daher auf einen Rollstuhl angewiesen. Er selbst verstand seine Behinderung nicht als ein Leiden: „Ich leide nicht an der Behinderung. Ich habe sie einfach. Es ist eine Art Lebensform.“
Von 1977 bis 1984 war er Fachgebietsleiter für das „Behindertenprogramm“ der Münchner Volkshochschule und von 1984 bis 2008 war er Geschäftsführer und Leitender Redakteur der Arbeitsgemeinschaft Behinderung und Medien. Von 2003 an war er Mitglied im Nationalen Ethikrat, von 2008 bis 2016 ebenfalls in dessen Nachfolger Deutscher Ethikrat.
Radtke initiierte im Jahr 1978 das erste deutsche „Behindertentheaterstück“ Licht am Ende des Tunnels von Michael Blenheim, in dem Menschen mit Behinderung mitwirkten und das am Theater der Jugend München zur Aufführung kam. Er selbst trat erstmals 1981 im Theaterstück Nachricht vom Grottenolm im Theater am Sozialamt (TamS) München auf und war 1982 Mitbegründer des Crüppel Cabarets. Als Schauspieler hatte er zudem Erfolg mit Bericht für eine Akademie von Franz Kafka an den Münchner Kammerspielen, an denen er auch als Stalin zu sehen war. Er arbeitete u. a. mit George Tabori zusammen.
Seine erste Filmrolle hatte Radtke 1988 als „Glasknochenmensch“ in Oliver Herbrichs Spielfilm Erdenschwer. 1994 spielte er in Michael Verhoevens Film Mutters Courage, in der Verfilmung des Romans Die Rättin von Günter Grass spielte er 1997 den Matzerath.  2011 wirkte er in der Dokumentation Nehmt mich als Ganzes. Peter Radtke – Ein Leben in tausend Brüchen von Thomas Koerner mit.
Radtke war Autor von Theaterstücken, Hörspielen und Fachartikeln.

## Veröffentlichungen

### Bücher
- Das Problem 'Brüchigkeit' – eine Untersuchung zu Rabelais, Diderot und Claudel (Dissertation). Universität Regensburg 1976
- Ein halbes Leben aus Glas. Betrachtungen eines Rollstuhlfahrers. Metöken Reihe, München 1985. ISBN 3924518033
- M wie Tabori: Erfahrungen eines behinderten Schauspielers. Piper, München, 1987, 1990. ISBN  978-3858421456
- Karriere mit 99 Brüchen: Vom Rollstuhl auf die Bühne. Allitera, München 2001. ISBN 978-3869060804
- Der Sinn des Lebens ist gelebt zu werden: Warum unsere Gesellschaft behinderte Menschen braucht (Aufsätze und Referate). St. Michaelsbund, München 2007. ISBN 978-3920821986

### Fachartikel (Auswahl)
- Wie hoch ist das Risiko – Perspektiven einer pränatalen Diagnose? In: Gynäkologisch-geburtshilfliche Rundschau, 42/2002, S. 60–66
- Heilpädagogik und Selbstbestimmung – Ergänzung oder Widerspruch. In: Alois Bürli (Hrsg.): Voneinander lernen – Hauptreferate des Schweizer Heilpädagogik-Kongresses 1999. Luzern 2000, S. 9–18.
- Wehret den Fortschritten – Subjektive Ansichten eines zum „Liegenlassen“ Bestimmten. In: Stefan Kleinert u. a. (Hrsg.): Der medizinische Blick auf Behinderung – Ethische Fragen zwischen Linderung und Minderung, Würzburg 1997 (Würzburger medizinhistorische Forschungen, Beiheft 4), S. 61–69
- Beginn einer neuen Wirklichkeit – Analysen und Hoffnungen behinderter Menschen in unserer Gesellschaft. In: Franz Kaspar, Niko Roth (Hrsg.): Lebensträume – Lebensräume; Behindertenhilfe zwischen Gestalten und Verwalten. Freiburg/Br. 1995, S. 61–74
- Humangenetik – Was bringt sie für Behinderte? In: Klaus Zerres, Reinhardt Rüdel (Hrsg.): Selbsthilfegruppen und Humangenetiker im Dialog; Erwartungen und Befürchtungen. Stuttgart 1993, S. 60–66
- Behinderung und die Ideologie des „Normalen“. In: Hellmut Puschmann (Hrsg.): Not sehen und handeln (Caritas), Freiburg/Br. 1996, S. 71–80
- Erfahrungen eines behinderten Schauspielers. In: Puls. DruckSache aus der Behindertenbewegung, 31. Jahrgang, Nr. 6, Dezember 1989, S. 17–24, abgerufen in E-Periodica der ETH Zürich am 28. Dezember 2021.

## Referate  (Auswahl)
- 2003: Peter Radtke und Wolfgang Schäuble im Gespräch, Universität Witten/Herdecke[11]
- 2008: außerordentlich menschlich..., Universität Würzburg[12]
- 2015: Ganz nah dran am Leben, "Gipfel-Sieg" in Leogang[13]
- 2019: Kunst kennt keine Grenzen, Bistum Augsburg[14]

## Auszeichnungen
- 1985: Kulturförderpreis der Stadt Regensburg
- 1988: Bundesverdienstkreuz am Bande
- 1995: Bundesverdienstkreuz 1. Klasse
- 1998: Kulturpreis der Stadt Regensburg
- 2002: Medienpreis der Bundesvereinigung LEBENSHILFE
- 2002: Bobby-Preis aufgrund der Vorkämpferrolle für die Gleichberechtigung behinderter Menschen
- 2003: Bayerischer Verdienstorden
- 2007: Bayerische Verfassungsmedaille in Silber